# Zalamea de la Serena
Zalamea de la Serena è un comune spagnolo di 4 464 abitanti situato nella comunità autonoma dell'Estremadura.